# حمدان بلال
حمدان بلال (مواليد 1989) هو ناشط ومصور وصانع أفلام سينمائي فلسطيني ينحدر من قرية سوسيا.
نال حمدان اهتمامًا واسعًا بعمله كمخرج مشارك في الفيلم الوثائقي لا أرض أخرى، إلى جانب باسل عدرا ويوفال إبراهيم وراشيل سزور. صوِّر الفيلم بين عامي 2019 و2023، ويوثق تجارب المجتمعات الفلسطينية في مسافر يطا وسط محاولات التهجير من قبل السلطات والمستوطنين الإسرائيليين. عُرض الفيلم للمرة الأولى في مهرجان برلين السينمائي الدولي الرابع والسبعين عام 2024، وفاز بجائزة الأوسكار لأفضل فيلم وثائقي عام 2025.
يتضمن نشاطه الحقوقي المشاركة في مشروع «بشَر مسافر يطا» والتطوع لدى منظمة بتسيلم لتوثيق انتهاكات حقوق الإنسان المتعلقة بالاحتلال الإسرائيلي للأراضي الفلسطينية. في 24 مارس 2025 تعرض حمدان للضرب من قبل مستوطنين في منزله بالضفة الغربية، واحتجزته لاحقًا قوات من الجيش الإسرائيلي.

## النشأة
ولد حمدان في قرية سوسيا الواقعة ضمن جبل الخليل جنوبي الضفة الغربية.

## الجوائز
| السنة | العمل       | الجائزة                                                       | التصنيف                    | النتيجة | ملاحظات                                              | المرجع |
| ----- | ----------- | ------------------------------------------------------------- | -------------------------- | ------- | ---------------------------------------------------- | ------ |
| 2024  | لا أرض أخرى | رابطة الوثائقيات العالمية                                     | أفضل مخرج                  | فوز     | بالاشتراك مع باسل عدرا، وراشيل سزور، ويوفال إبراهيم. | [ 6 ]  |
| 2024  | لا أرض أخرى | الدورة 74 لمهرجان برلين السينمائي الدولي                      | جائزة جمهور الرؤية الشاملة | فوز     | بالاشتراك مع باسل عدرا، وراشيل سزور، ويوفال إبراهيم. | [ 7 ]  |
| 2024  | لا أرض أخرى | الدورة 74 لمهرجان برلين السينمائي الدولي                      | جائزة وثائقيات برلينإيل    | فوز     | بالاشتراك مع باسل عدرا، وراشيل سزور، ويوفال إبراهيم. | [ 7 ]  |
| 2025  | لا أرض أخرى | حفل توزيع جوائز الأوسكار السابع والتسعون                      | أفضل وثائقي                | فوز     | بالاشتراك مع باسل عدرا، وراشيل سزور، ويوفال إبراهيم. | [ 7 ]  |
| 2025  | لا أرض أخرى | حفل توزيع جوائز الأكاديمية البريطانية للأفلام الثامن والسبعون | أفضل وثائقي                | فوز     | بالاشتراك مع باسل عدرا، وراشيل سزور، ويوفال إبراهيم. | [ 7 ]  |

## الاعتداء
|                | Yuval Abraham יובל אברהם | منصة إكس |
| ‎@yuval_abraham |                          |          |

             (بالإنجليزية: A group of settlers just lynched Hamdan Ballal, co director of our film no other land. They beat him and he has injuries in his head and stomach, bleeding. Soldiers invaded the ambulance he called, and took him. No sign of him since.)
         

            أقدم مجموعة من المستوطنين على إعدام [ك‍] حمدان بلال، المخرج المشارك في فيلمنا «لا أرض أخرى». ضربوه بشدة وأصيبت رأسه وبطنه بجروح نازفة. اقتحم الجنود سيارة الإسعاف التي استدعاها، واعتقلوه. ولم يعد هناك أي أثر له منذ ذلك الحين.
        

        24 مارس 2025

في 24 مارس 2025 تعرض حمدان للضرب على يد مستوطنين إسرائيليين هاجموا منزله في قرية سوسية الفلسطينية. تعرض حمدان وناشطون آخرون للهجوم من قبل عشرة إلى عشرين مستوطنًا ملثمًا مسلحًا بالعصي والحجارة. شهد المخرج باسل عدرا الهجوم، وقال إن بعض المهاجمين كانوا يحملون أسلحة ويرتدون «زيًا عسكريًا إسرائيليًا». كسر المهاجمون نوافذ المركبات وثقبوا إطاراتها التي تخص حمدان والناشطين الآخرين. أُصيب رأس حمدان بنزيف إثر الهجوم، ونقل إلى سيارة إسعاف قبل أن تتدخل قوات الجيش الإسرائيلي وتسحبه من السيارة، وتعصب عينيه، وتضعه في الاحتجاز.
في نفس يوم الهجوم، كتب يوفال إبراهيم، وهو أحد المخرجين الإسرائيليين المشاركين مع حمدان على موقع إكس أنه لا يوجد أثر لحمدان منذ احتجاز القوات الإسرائيلية له.

## وصلات خارجية
حمدان بلال في قاعدة بيانات الأفلام على الإنترنت
لا توجد روابط لمواقع التواصل الاجتماعي.